# Кадм

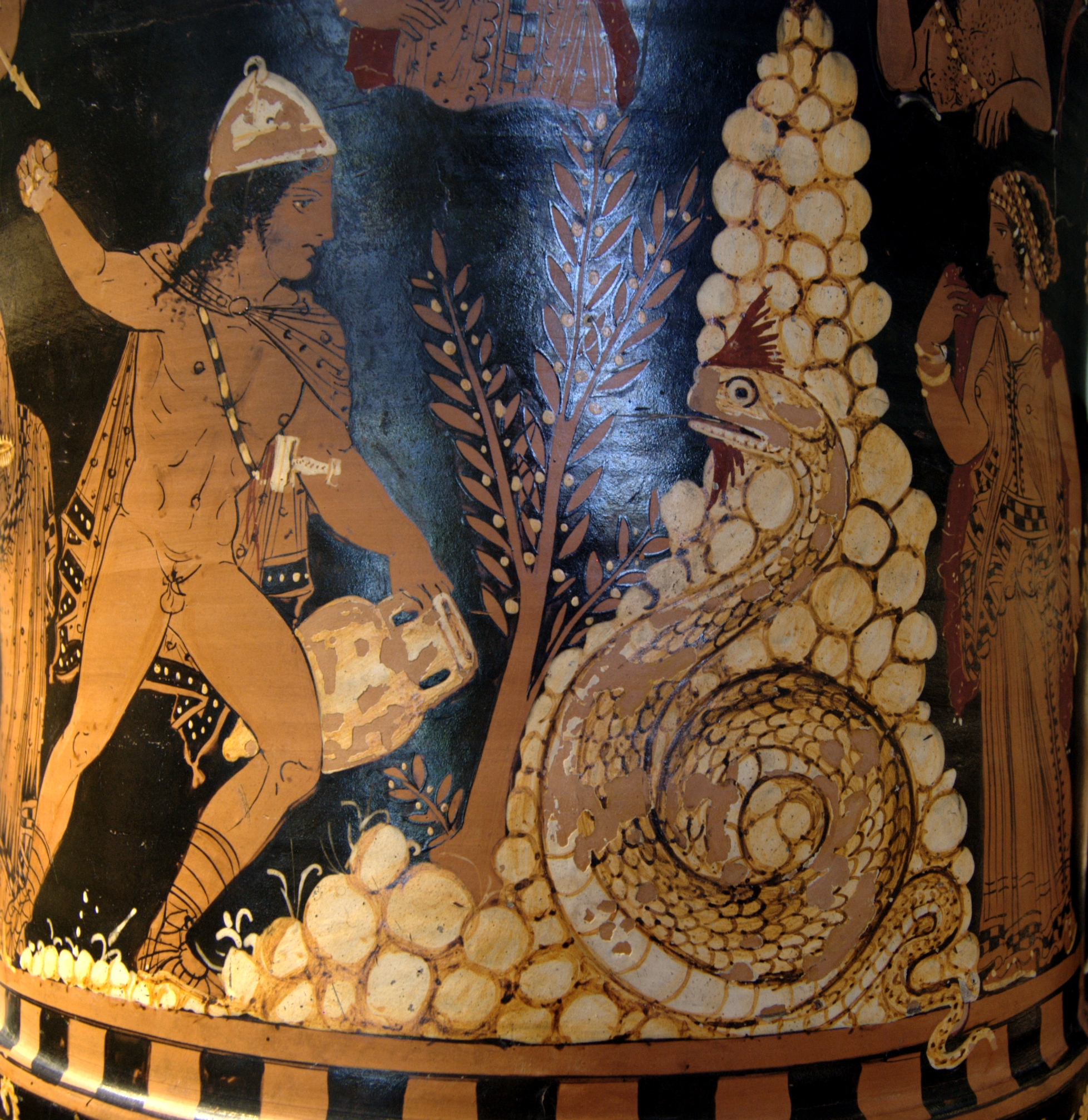
Боротьба Кадма із драконом, кратер роботи Піфона

Кадм (грец. Κάδμος) — герой беотійських міфів, легендарний засновник Фів, син фінікійського царя Агенора (варіант: Фойника) і Телефасси, брат Кіліка, Фойника, Європи. Шанувався як людина, яка принесла фінікійську абетку у Грецію. 

## Найдавніша версія міфу
За найдавнішими версіями міфу Кадм потрапив до Греції з Фракії — де пізніше багато років владарював його брат Фіней. Кадма називали відкривачем фракійських золотих копалень, які нібито зробили його справжнім багатієм.
В Беотії Кадм шукав свою сестру Європу (в перекладі з грецької — «широкооку»). За вказівкою піфії пішов за коровою й на пагорбі, де вона лягла на траву, вирішив заснувати нове місто (Фіви) та збудував майбутню міську цитадель, укріплений палац Кадмею.
За легендою, Кадму довелося вступити в бій з місцевими мешканцями і навіть зруйнувати шановане ними святилище бога війни. Більшість супутників героя під час сутички загинула — виник навіть вислів «кадмова перемога», тобто перемога, здобута завеликою ціною. Але за допомогою Афіни Кадм вбив дракона, що охороняв святилище. А частина захисників святилища зрештою перейшла на бік нового володаря і саме з них виникла нова фіванська знать. Згодом історія цього конфлікту перетворилися на міф вояків, що виросли з драконових зубів, посіяних Кадмом. Вояки нібито почали битися між собою і всі, крім п'ятьох, загинули. Навіть через багато століть найшанованіші фіванські аристократичні роди з гордістю називали себе «спартами» — нащадками «сіяних» Кадмом вояків.
Кадм одружився із Гармонією. На їхньому весіллі були присутні всі боги. Вони подарували Гармонії покривало й намисто, що пізніше стало причиною нещасть для тих людей, які його мали. Гармонія народила від Кадма Полідора, Автоною, Іно, Семелу й Агаву.
На думку багатьох дослідників, Міф про дочок Кадма пов'язаний з циклом міфів про Діоніса, культ якого він запровадив у Фівах та Беотії.

## Переосмислення легенди
Після початку фінікійської колонізації Кадма, як уособлення прибульців, почали вважати фінікійцем і створили відповідну генеалогію. Він став сином тірського царя Агенора (за іншою версією, Фойника) і Телефасси), братом Кіліка та Фойника. Кадму приписувати усі винаходи, які греки запозичили з Фінікії, аж до абеткового письма, якого в часи правління «давнього» Кадма існувати не могло.
Кадму згодом також приписували й заснування усіх фінікійських колоній в Егейському морі, зокрема на Родосі (де він «затьмарив» Фаланта). Фінікійською колонією зрештою почали вважати і Фіви — попри те, що розташовані вони були в глибині континенту. За новою версією легенди, після заснування і кількох років царювання в Фівах Кадм раптом залишив місто та помандрував далі на захід, до Іллірії. Де став царем одного з місцевих племен і зрештою — разом з дружиною Гармонією — перетворився на змій.
«Фінікійською» стала й рідня Кадма, яку він залишив у Греції. Іно ототожнили з Астартою, а її сина Палемона — з фінікійським Мелькартом. Син Іно отримав нове ім'я — Мелікерт, а Палемоном почали іменувати морське божество, на яке він нібито перетворився після загибелі.
Значна кількість міфологів та істориків дотепер вважає Кадма антропоморфічним східним божеством; його ім'я виводять від семітського «Кадем» — Схід. У ньому вбачають Мелькарта, який у пошуках Астарти мандрує світом і нарешті з'єднується з нею священним шлюбом. На старість Кадм переселився з дружиною до Іллірії. Там вони обернулися на драконів (варіант: зміїв) і перейшли до Елісію. Зображення Кадма, що б'ється з драконом, зустрічається на античних вазах.

## Династія Кадма
Онуком та наступником Кадма на фіванському престолі був Пенфей. Афаманту, засновнику Галіарта і Коронеї, він віддав у дружини свою доньку Іно.